# Ala-Viivajärvi
Ala-Viivajärvi och Ylä-Viivajärvi är sjöar i Finland. De ligger i kommunen Kannonkoski i landskapet Mellersta Finland, i den centrala delen av landet, 300 km norr om huvudstaden Helsingfors. Ala-Viivajärvi ligger 149,7 meter över havet. I omgivningarna runt Ala-Viivajärvi växer i huvudsak blandskog. Den är 15 meter djup. Arean är 2,52 kvadratkilometer och strandlinjen är 14,41 kilometer lång. Sjön  ingår i Kymmene älvs huvudavrinningsområde. 